# Erettopterus
El Erettopterus es un género de grandes euriptéridos depredadores, un grupo extinto de artrópodos acuáticos. Se han descubierto fósiles de Erettopterus en yacimientos que van desde el Silúrico temprano (edad Rhuddaniana) hasta el Devónico temprano (edad Lochkoviana), y se han referido a varias especies diferentes. Se han encontrado fósiles en dos continentes: Europa y Norteamérica. El nombre del género está compuesto por las palabras griegas antiguas ἐρέττω (eréttō), que significa «remero», y πτερόν (pterón), que significa «ala», y por lo tanto, «ala de remero».
El Erettopterus se clasifica dentro de la familia de los euriptéridos Pterygotidae, una familia que se diferencia de otros euriptéridos por sus telsones aplanados (el segmento más posterior del cuerpo) y sus quelíceros modificados (apéndices frontales), que terminan en quelas (garras) bien desarrolladas. Aunque algunos euriptéridos pterigótidos, como Jaekelopterus o Acutiramus, alcanzaron proporciones gigantescas, se estima que la especie más grande de Erettopterus, E. osiliensis, llegó a medir 90 cm (35 pulgadas). El Erettopterus tenía un telson bilobulado (dividido en dos lóbulos), que es su principal característica. Las formas de los quelíceros son muy diversas entre especies, pero en general son muy largos con pequeños dientes curvados sin estrías.
Los estudios sobre los quelíceros y los ojos compuestos de Erettopterus han revelado que era un depredador con gran agudeza visual, pero no estaba tan especializado ni era tan activo como Jaekelopterus y Pterygotus, era más parecido a Slimonia acuminata, y probablemente utilizaba sus quelíceros agrandados para agarrar en lugar de una alimentación más especializada.

## Descripción

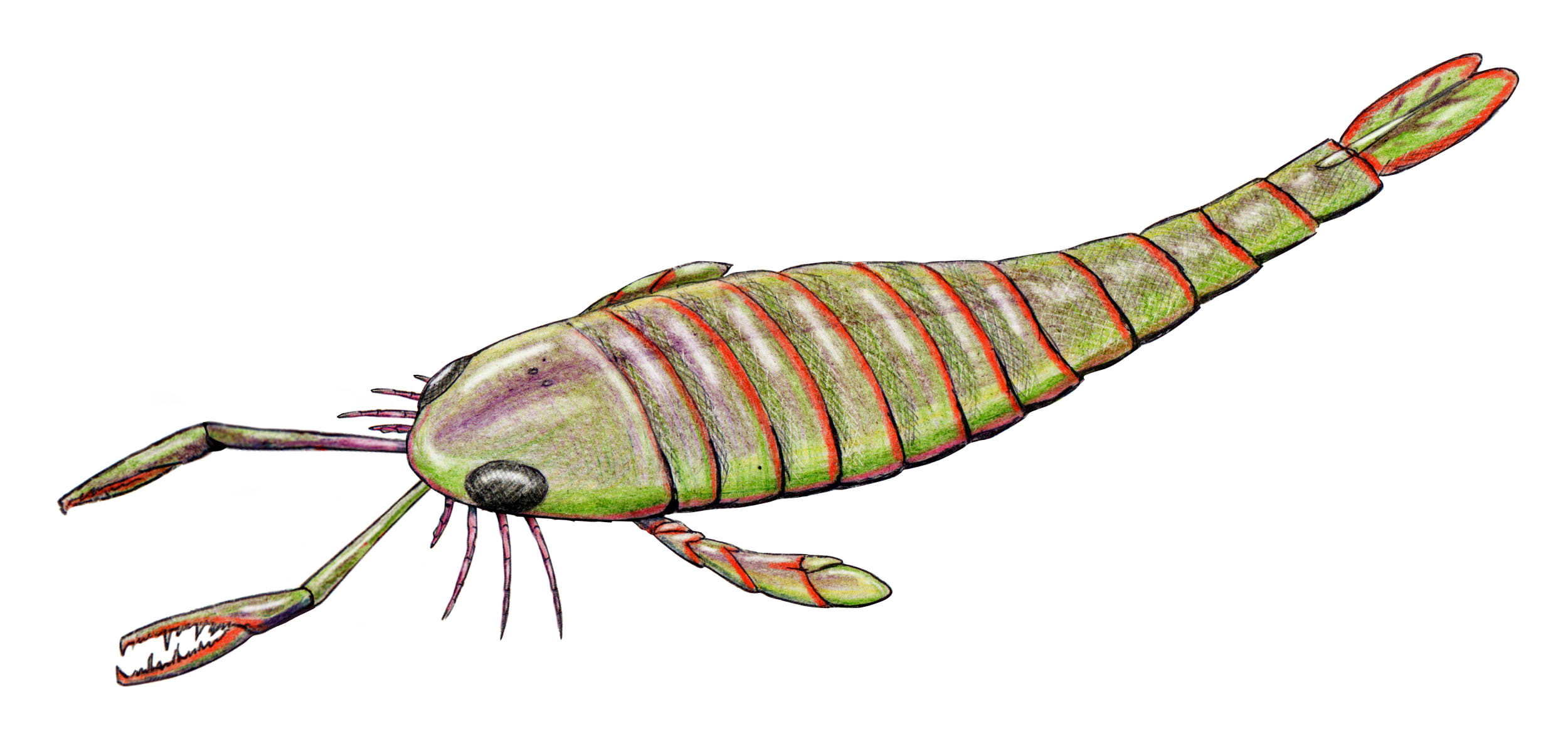
Restauración de E. osiliensis.

El Erettopterus era un euriptérido grande, con E. osiliensis, la especie más grande, midiendo aproximadamente 90 cm (35 pulgadas) de longitud. Aunque esto es grande en relación con la mayoría de los artrópodos modernos, Erettopterus era pequeño en comparación con muchos de los miembros de su familia (los Pterygotidae), como Jaekelopterus rhenaniae con 2,5 m (8 pies) (el artrópodo más grande conocido) y Acutiramus bohemicus con 2,1 m (7 pies). E. grandis alcanzó tamaños incluso mayores, 2,5 m, pero este tamaño está indicado por un telson (el segmento más posterior del cuerpo) incompleto aislado, por lo que no es del todo fiable. La especie más pequeña era E. globiceps, con sólo 9 cm (3,5 in), aunque los fósiles de E. globiceps podrían ser restos de ejemplares juveniles, lo que significaría que la especie podría haber alcanzado tamaños mayores.
El telson era expandido y bilobulado (dividido en dos lóbulos). Esta forma del telson es su principal característica y lo diferencia del resto de géneros de la familia Pterygotidae. Históricamente se pensaba que Erettopterus tenía cinco articulaciones en sus quelíceros, pero estudios con especímenes completos de Erettopterus y Acutiramus han revelado que el recuento real parece ser de cuatro articulaciones. La forma de los quelíceros dentro de Erettopterus era muy variable, pero generalmente eran muy largos con pequeños dientes curvados sin estrías. Su metastoma (una gran placa que forma parte del abdomen) era muy estrecho y cordado (en forma de corazón) con profundas muescas anteriores (hendidura en forma de V). Las patas natatorias eran cortas. El cuerpo tenía forma alargada-ovalada y se atenuaba gradualmente en el abdomen. Los ojos compuestos eran ampliamente semilunares y convexos y, como en el resto de los pterigotioideos, estaban situados en el margen del caparazón.

## Antecedentes de la investigación

### SigloIX

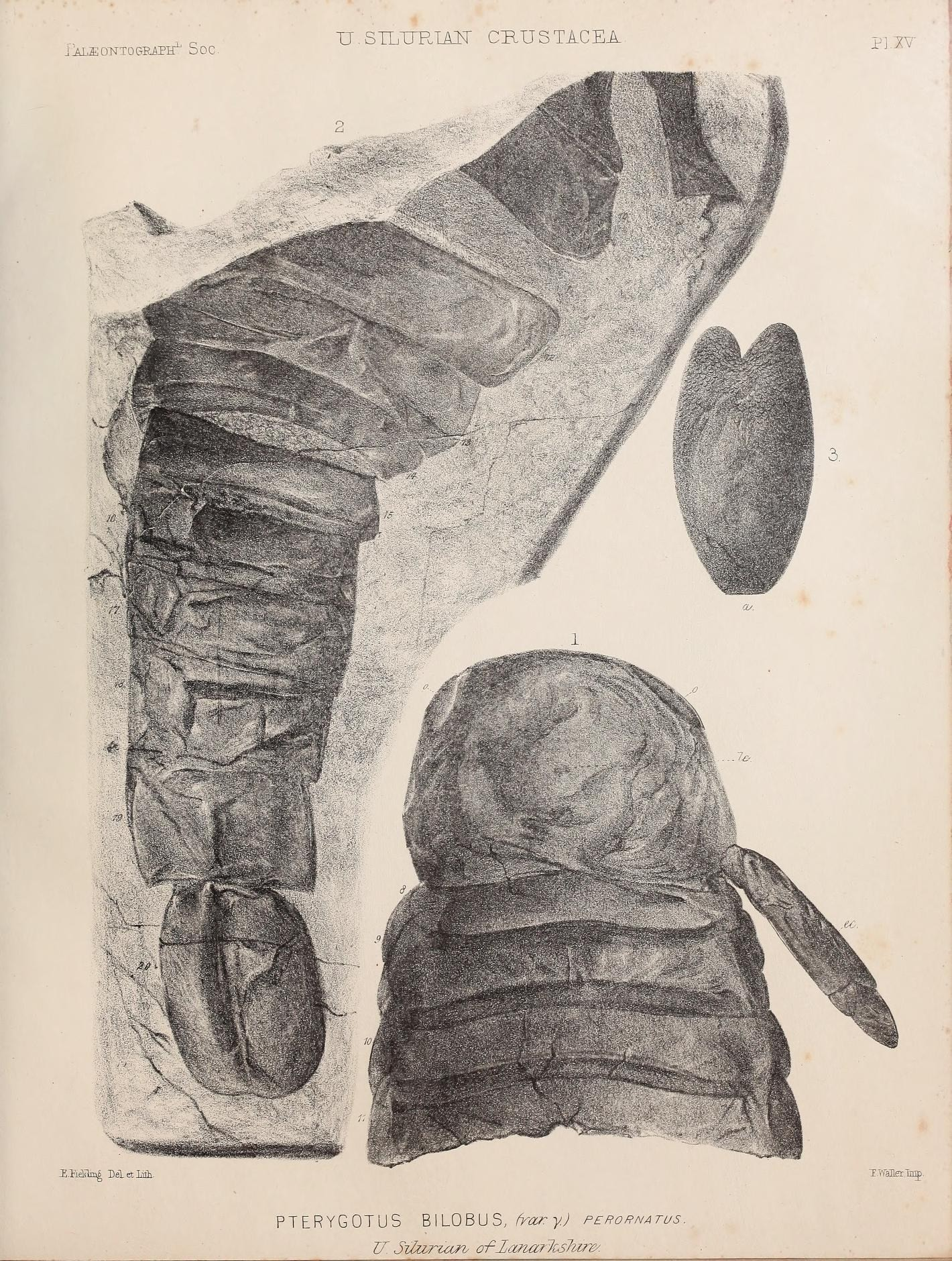
Ilustración de fósiles de E. bilobus.

Se han asignado un total de 19 especies válidas a Erettopterus. La mayoría de las especies se han encontrado en Estados Unidos o Gran Bretaña, aunque también se han hallado fósiles en Canadá, Escandinavia y Estonia. La especie tipo y la única especie descrita en Escocia, E. bilobus, fue encontrada por primera vez en Lesmahagow, Escocia, y descrita por John William Salter en 1856 como una especie de Himantopterus (un nombre que es un homónimo menor de un género de polillas), y Salter sustituyó el nombre del género por Erettopterus en 1859, aunque más tarde se referiría a ella como una especie de Pterygotus. Es una especie muy conocida y muy abundante que desde su descripción original no ha recibido mucha atención, por lo que necesita una redescripción como otros euriptéridos para acomodarse a una comprensión moderna de la sistemática y evolución de los euriptéridos. El nombre específico bilobus hace referencia al telson bilobulado de la especie.
El geólogo inglés Salter reconoció en 1859 que era posible dividir el género Pterygotus basándose en la morfología de los telson de las especies que le habían sido asignadas. Dividió Pterygotus en subgéneros, incluyendo Pterygotus (Erettopterus) para las especies con un telson bilobulado. El nombre genérico está compuesto por las palabras del griego antiguo ἐρέττω (eréttō, remero) y πτερόν (pterón, ala), que se traduce como «ala de remero». Al mismo tiempo, la primera especie inglesa de Erettopterus, E. gigas, fue descrita por Salter y Thomas Henry Huxley. Es conocida por múltiples ejemplares mal conservados descubiertos en yacimientos de la era Přídolí (Silúrico tardío). El epíteto específico gigas enfatiza el gran tamaño que indicaban sus fósiles (aunque el tamaño estimado actual es de 25 cm). Cuando otra especie de Inglaterra de la edad Ludlow Tardío (Silúrico Tardío) fue descrita en 1961 por Erik N. Kjellesvig-Waering como E. megalodon, se descubrieron las diversas similitudes entre las especies, incluyendo la posesión de un diente central de la rama fija (la rama externa del apéndice). En ambas especies, el diente central está dentado a lo largo del borde interno y va seguido de dientes de tamaño irregular. Sin embargo, los de E. megalodon son más espinosos y largos que los de E. gigas, razón por la que se le asignó este nombre específico. Todas estas características indican una estrecha relación entre ambas especies.

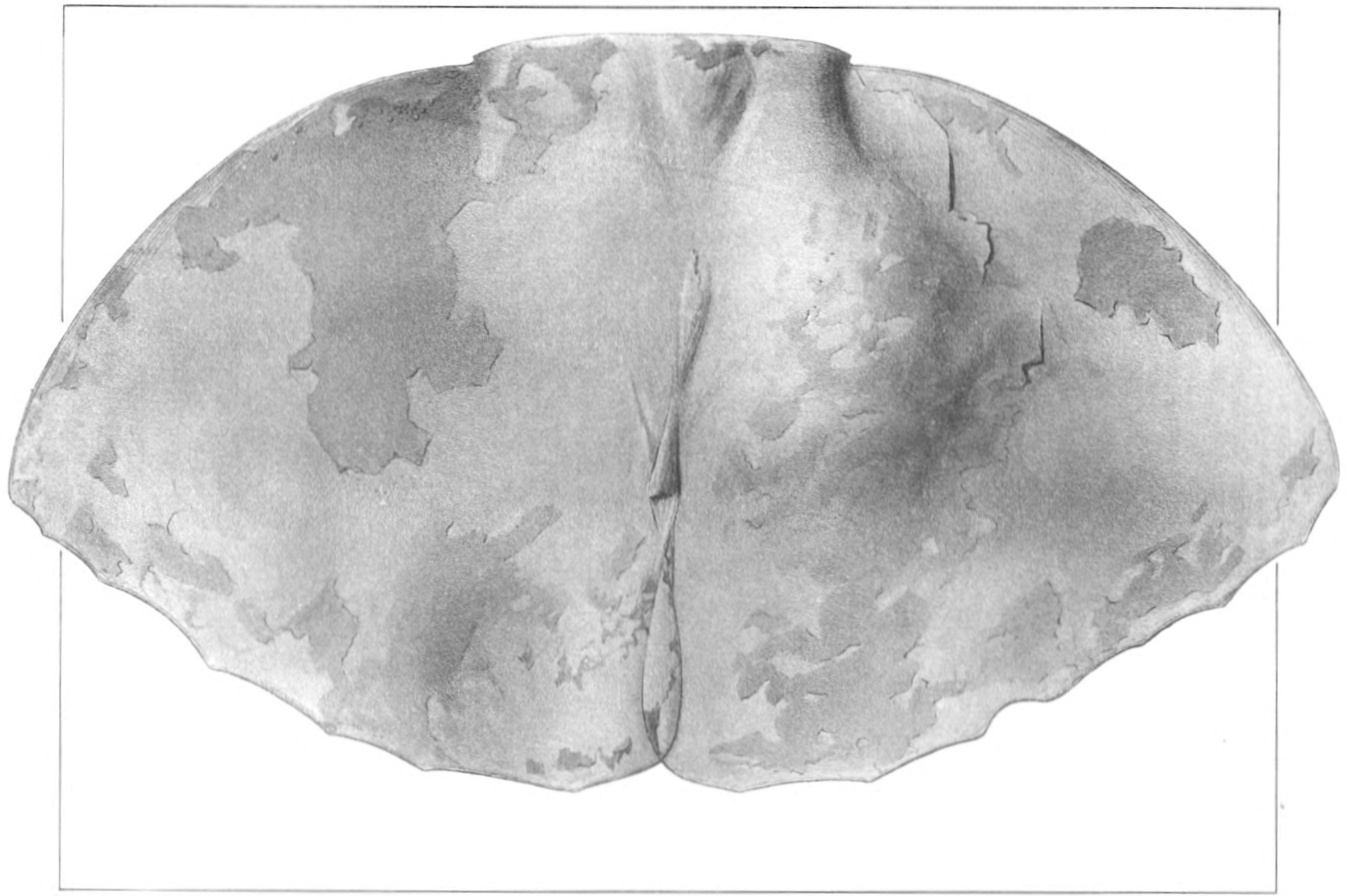
Holotipo de E. grandis, un telson.

A continuación se describirían dos especies de Norteamérica. Una de ellas fue la canadiense E. canadensis (en referencia al país donde fue descubierta) descrita por John William Dawson de la era Wenlock tardía (Silúrico tardío), conocida por un ectognato (maxilípedo, un apéndice utilizado en la alimentación) bien conservado hallado en una losa de caliza del Niágara. Este ectognato de 8,8 cm (3,5 pulgadas) de longitud tiene un proceso maxilar estrecho con aproximadamente 15 dentículos (dentículos), incluyendo uno, el dentículo posterior, que es ancho y ligeramente dentado por delante. El otro era E. grandis (grandis por el gran tamaño de la especie) de la edad Přídolí de los Estados Unidos descrito por Julius Pohlman. Esta especie se describió originalmente como el caparazón (el segmento del exoesqueleto que cubre la cabeza) de un gigantesco Ceratiocaris (un género extinto de filocáridos del Silúrico), pero se ha demostrado que el espécimen representa la sección bilobulada del telson (el segmento más posterior del cuerpo) de un Erettopterus. Este telson incompleto indica que el animal alcanzó un tamaño de 2,5 m, pero este dato no es del todo fiable.
En 1883, Carl Friedrich Schmidt describió una especie más de la edad de Ludlow en Estonia, E. osiliensis. Se describió a partir de una gran serie de fósiles hallados en Saaremaa (Estonia). En esta especie, el caparazón era semioval con grandes ojos ovalados en el margen, mientras que los ocelos (ojos simples sensibles a la luz) estaban ligeramente por detrás de la mitad de la longitud del caparazón. El metastoma era ancho, en forma de corazón, estrecho hacia la parte posterior y truncado en el extremo. Las ramas terminan en una punta afilada y triangular bien desarrollada. E. laticauda fue descrita por primera vez como una variedad de E. osiliensis por el mismo autor, pero debido a las diferencias en el telson y el metastoma, fue elevada al rango de especie. El telson de E. laticauda es muy redondeado, ancho y sin estrías a lo largo de la parte posterior, a diferencia de E. osiliensis. Además, el metastoma era más oval que en E. osiliensis.

### Siglos XX-XXI
En el siglo XX se describieron varias especies en Europa y Estados Unidos, ampliando el área de distribución de Erettopterus. En 1912, John Mason Clarke y Rudolf Ruedemann describieron el E. globiceps (globiceps significa «cabeza de bola» o «cabeza de esfera» en latín) de la era Llandovery (Silúrico temprano) en Estados Unidos. Es hasta ahora la especie más pequeña de Erettopterus, con sólo 9 cm de longitud. Los fósiles de E. globiceps son raros y se han encontrado en la fauna de Otisville en la arenisca de Shawangunk. Los ojos compuestos son muy grandes, ocupando la mitad de la longitud del caparazón. Esto sugiere que el E. globiceps podía alcanzar tamaños mayores y que los especímenes encontrados representan juveniles en fase de crecimiento, y otros especímenes indican lo mismo. El E. vogti noruego (en honor a Thorolf Vogt, líder de las expediciones de 1925 a 1928 a Spitsbergen) de la edad Lochkovian y el E. holmi de la edad Wenlock tardía fueron descritos en 1934 por Leif Størmer.

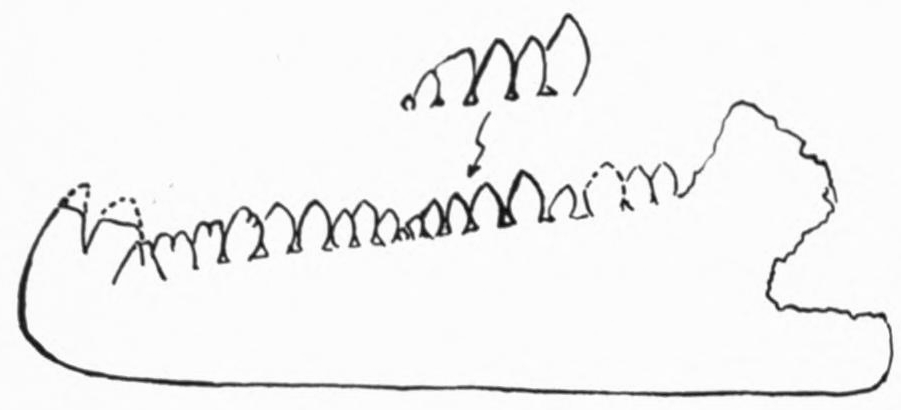
Holotipo de E. serratus, una rama de quelícera.

En 1961, Kjellesvig-Waering elevó Erettopterus al nivel de género propio, reconociendo dos subgéneros de Pterygotus; P. (Pterygotus) y P. (Acutiramus), así como dos subgéneros de Erettopterus; E. (Erettopterus) y E. (Truncatiramus). Además, describió cuatro nuevas especies inglesas, E. marstoni, E. spatulatus, E. megalodon y E. brodiei. E. marstoni (en honor a Alfred Marston, responsable de varias colecciones de peces y euriptéridos) se basa en especímenes incompletos, que en conjunto representan un quelícero casi completo. El holotipo (BMNH 43790, en el Museo Británico de Historia Natural) consiste en una rama libre, y el paratipo (BMNH 43805, en el mismo museo que el holotipo) incluye la mayor parte de la rama fija, que es muy delgada y se estrecha hacia el extremo distal curvado. En la parte media de la rama hay un diente grande. El extremo de la rama está roto, pero probablemente termina en un diente doble. Este rasgo también está presente en E. brodiei, del que sólo se conoce un espécimen (FMNH 89411, ubicado en el Museo Field de Historia Natural) que consiste en una quela sin aplastar. Su nombre específico honra a Peter Bellinger Brodie, cuyas colecciones de euriptéridos han ayudado a la comunidad científica. E. spatulatus destaca por su telson en forma de pala o abanico, que es más ancho que largo y le da el nombre específico. Estos telson son raros y sólo se han visto en E. grandis. Ese mismo año, describió una especie americana, E. serratus (en latín, «aserrado»), del Devónico inferior de Ohio. Esta especie se basa en una rama libre completa y bien conservada (FMNH 5104, en el Museo Field de Historia Natural). Esta especie se diferencia de las demás por su gruesa quela y los dientes cortos y robustos antes mencionados. Tres años más tarde, Kjellesvig-Waering describió E. saetiger de la edad Silúrica en Pennsylvania. El holotipo (FMNH 157, conservado en el Museo Field de Historia Natural) consiste en un metastoma inusualmente bien conservado. El metastoma se ha definido como aproximadamente elipsoidal, truncado posteriormente y no excesivamente cordado en el margen anterior.

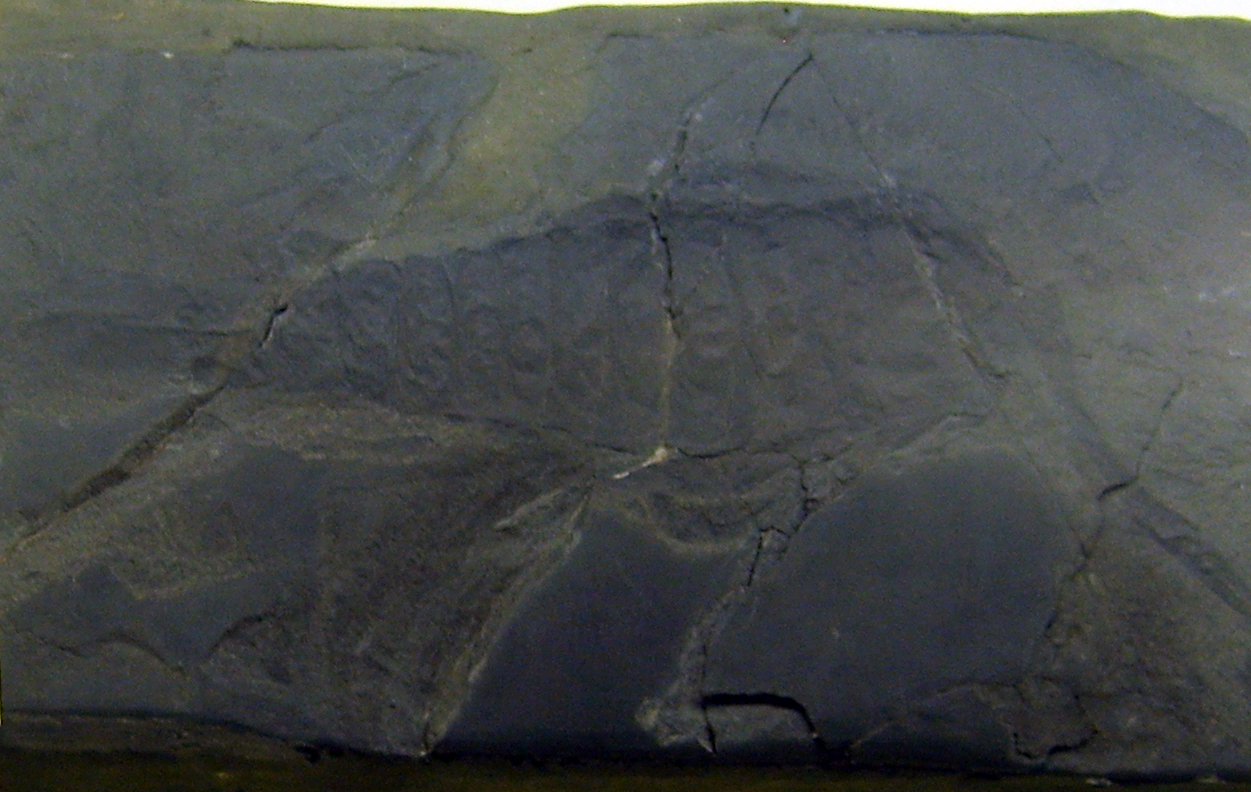
Espécimen fosilizado de E. bilobus en el Museo de Historia Natural de Berlín.

En 1966, otra especie sería incluida en el género por Kjellesvig-Waering y Willard P. Leutze basándose en un quelícero, que es el holotipo, dos prosomas (cabeza) y un metatoma. Esta especie ha sido descrita como E. exophthalmus, de la era Ludlow-Přídolí en Virginia Occidental. El prosoma es muy largo, con ojos compuestos anterolaterales prominentes, protuberantes y elípticos. El quelícero se compone de una rama libre bien conservada que conserva una doble cavidad dentaria. Ambos dientes terminales son anchos y cortos, aunque uno es más largo que el otro. En ambos dientes se aprecia una fina estría («striations»), pero no en los demás. Los demás dientes suelen ser pequeños, curvados y de tamaño irregular. El metasoma es cordado en la parte anterior y se estrecha hacia una parte posterior redondeada.
En 1971, Kjellesvig-Waering describió E. serricaudatus y E. carinatus de la edad temprana de Wenlock en Suecia. Eran los únicos pterigótidos de la zona. El holotipo de E. serricaudatus consiste en la rama fija con terminación aguda de un quelícero grande. Esta especie destaca por el grupo de dientes diagonales opuestos de la rama. Esta especie difiere de E. osiliensis (especie en la que se incluyó erróneamente a E. serricaudatus) por sus ramas arqueadas hacia fuera, a diferencia de las ramas rectas de E. serricaudatus. Además, la forma y la agrupación de los dientes son completamente diferentes entre ellas. El holotipo de E. carinatus es el fragmento de la base de un telson que mide 20 mm de longitud y 13 mm de anchura, lo que indica que el telson completo medía 40 mm de longitud estimada y 20 mm de anchura máxima. Esta especie se diferencia de otras por tener lóbulos laterales estrechos, por presentar estrías gruesas en la zona cordada y por su telson carenado (en forma de quilla), que es lo que le da el nombre específico.
En 1974, Størmer elevó Acutiramus y Truncatiramus al nivel de géneros separados. Las diferencias entre Erettopterus y Truncatiramus radicaban en los quelíceros, que eran más largos en Erettopterus que en Truncatiramus. En Erettopterus, los dientes eran curvos y pequeños, mientras que en Truncatiramus eran de tamaño irregular y podían ser curvos, rectos o rómbicos. Sin embargo, se ha cuestionado que los quelíceros sirvan como factor para la distinción entre géneros, ya que su morfología depende del estilo de vida y varían a lo largo de la ontogenia (la formación y el desarrollo individual de un organismo), aunque podrían ser aceptables para la diferenciación entre especies, por lo que posteriormente se reconoció que Truncatiramus representaba un sinónimo de Erettopterus.
Además, Pterygotus waylandsmithi fue transferido a Erettopterus en 2007 basándose en las similitudes de los quelíceros con E. osiliensis. Pterygotus monroensis se consideró sinónimo de E. osiliensis, ampliando el área de distribución de la especie a Estados Unidos.

## Clasificación

El tamaño de las especies más pequeña (E. globiceps) y más grande confirmada (E. osiliensis) de Erettopterus, así como la potencialmente gigantesca E. grandis, en comparación con un ser humano.

El Erettopterus está clasificado como parte de la familia de los euriptéridos pterigótidos, un grupo de euriptéridos altamente derivados (con novedades evolutivas) de los periodos Silúrico a Devónico que difieren de otros grupos por una serie de características, quizá las más destacadas en los quelíceros y el telson. Los quelíceros de los Pterygotidae eran agrandados y robustos, claramente utilizados para cazar. Sus patas eran pequeñas y delgadas, sin espinas, y probablemente no eran capaces de caminar sobre tierra.
Lo que diferencia a Erettopterus de los demás pterigótidos es la morfología de su telson bilobulado, que es diferente del telson de Ciurcopterus, con una carena mediana dorsal, y del de Pterygotus, Jaekelopterus y Acutiramus, que forma una espina corta.
El cladograma que se muestra a continuación, publicado por Braddy et al. (2007), se basa en las nueve especies de pterigótidos más conocidas y en dos taxones outgroup (utilizados como grupo de referencia), Slimonia acuminata y Hughmilleria socialis. El cladograma también contiene los tamaños máximos alcanzados por las especies en cuestión, que se ha sugerido que posiblemente han sido un rasgo evolutivo del grupo según la regla de Cope («gigantismo filético»).
|  | Erettopterus waylandsmithi (60 cm, 24 in)                                                                         |
|  | |
|  | Erettopterus osiliensis (90 cm, 35 in)                                                                            |
|  | |
|  | \| \| Erettopterus serricaudatus (60 cm, 24 in) \| \| \| \| \| \| Erettopterus bilobus (70 cm, 27 in) \| \| \| \| |
|  | |
|  | Erettopterus serricaudatus (60 cm, 24 in)                                                                         |
|  | |
|  | Erettopterus bilobus (70 cm, 27 in)                                                                               |
|  | |

|  | Erettopterus serricaudatus (60 cm, 24 in) |
|  |                                           |
|  | Erettopterus bilobus (70 cm, 27 in)       |
|  |                                           |

|  | Jaekelopterus rhenaniae (250 cm, 98 in)                                                                            |
|  | |
|  | \| \| Acutiramus macrophthalmus (200 cm, 79 in) \| \| \| \| \| \| Acutiramus bohemicus (210 cm, 83 in) \| \| \| \| |
|  | |
|  | Acutiramus macrophthalmus (200 cm, 79 in)                                                                          |
|  | |
|  | Acutiramus bohemicus (210 cm, 83 in)                                                                               |
|  | |

|  | Acutiramus macrophthalmus (200 cm, 79 in) |
|  |                                           |
|  | Acutiramus bohemicus (210 cm, 83 in)      |
|  |                                           |

|  | Jaekelopterus rhenaniae (250 cm, 98 in)                                                                            |
|  | |
|  | \| \| Acutiramus macrophthalmus (200 cm, 79 in) \| \| \| \| \| \| Acutiramus bohemicus (210 cm, 83 in) \| \| \| \| |
|  | |
|  | Acutiramus macrophthalmus (200 cm, 79 in)                                                                          |
|  | |
|  | Acutiramus bohemicus (210 cm, 83 in)                                                                               |
|  | |

|  | Acutiramus macrophthalmus (200 cm, 79 in) |
|  |                                           |
|  | Acutiramus bohemicus (210 cm, 83 in)      |
|  |                                           |

|  | Erettopterus waylandsmithi (60 cm, 24 in)                                                                         |
|  | |
|  | Erettopterus osiliensis (90 cm, 35 in)                                                                            |
|  | |
|  | \| \| Erettopterus serricaudatus (60 cm, 24 in) \| \| \| \| \| \| Erettopterus bilobus (70 cm, 27 in) \| \| \| \| |
|  | |
|  | Erettopterus serricaudatus (60 cm, 24 in)                                                                         |
|  | |
|  | Erettopterus bilobus (70 cm, 27 in)                                                                               |
|  | |

|  | Erettopterus serricaudatus (60 cm, 24 in) |
|  |                                           |
|  | Erettopterus bilobus (70 cm, 27 in)       |
|  |                                           |

|  | Jaekelopterus rhenaniae (250 cm, 98 in)                                                                            |
|  | |
|  | \| \| Acutiramus macrophthalmus (200 cm, 79 in) \| \| \| \| \| \| Acutiramus bohemicus (210 cm, 83 in) \| \| \| \| |
|  | |
|  | Acutiramus macrophthalmus (200 cm, 79 in)                                                                          |
|  | |
|  | Acutiramus bohemicus (210 cm, 83 in)                                                                               |
|  | |

|  | Acutiramus macrophthalmus (200 cm, 79 in) |
|  |                                           |
|  | Acutiramus bohemicus (210 cm, 83 in)      |
|  |                                           |

|  | Jaekelopterus rhenaniae (250 cm, 98 in)                                                                            |
|  | |
|  | \| \| Acutiramus macrophthalmus (200 cm, 79 in) \| \| \| \| \| \| Acutiramus bohemicus (210 cm, 83 in) \| \| \| \| |
|  | |
|  | Acutiramus macrophthalmus (200 cm, 79 in)                                                                          |
|  | |
|  | Acutiramus bohemicus (210 cm, 83 in)                                                                               |
|  | |

|  | Acutiramus macrophthalmus (200 cm, 79 in) |
|  |                                           |
|  | Acutiramus bohemicus (210 cm, 83 in)      |
|  |                                           |

|  | Erettopterus waylandsmithi (60 cm, 24 in)                                                                         |
|  | |
|  | Erettopterus osiliensis (90 cm, 35 in)                                                                            |
|  | |
|  | \| \| Erettopterus serricaudatus (60 cm, 24 in) \| \| \| \| \| \| Erettopterus bilobus (70 cm, 27 in) \| \| \| \| |
|  | |
|  | Erettopterus serricaudatus (60 cm, 24 in)                                                                         |
|  | |
|  | Erettopterus bilobus (70 cm, 27 in)                                                                               |
|  | |

|  | Erettopterus serricaudatus (60 cm, 24 in) |
|  |                                           |
|  | Erettopterus bilobus (70 cm, 27 in)       |
|  |                                           |

|  | Jaekelopterus rhenaniae (250 cm, 98 in)                                                                            |
|  | |
|  | \| \| Acutiramus macrophthalmus (200 cm, 79 in) \| \| \| \| \| \| Acutiramus bohemicus (210 cm, 83 in) \| \| \| \| |
|  | |
|  | Acutiramus macrophthalmus (200 cm, 79 in)                                                                          |
|  | |
|  | Acutiramus bohemicus (210 cm, 83 in)                                                                               |
|  | |

|  | Acutiramus macrophthalmus (200 cm, 79 in) |
|  |                                           |
|  | Acutiramus bohemicus (210 cm, 83 in)      |
|  |                                           |

|  | Jaekelopterus rhenaniae (250 cm, 98 in)                                                                            |
|  | |
|  | \| \| Acutiramus macrophthalmus (200 cm, 79 in) \| \| \| \| \| \| Acutiramus bohemicus (210 cm, 83 in) \| \| \| \| |
|  | |
|  | Acutiramus macrophthalmus (200 cm, 79 in)                                                                          |
|  | |
|  | Acutiramus bohemicus (210 cm, 83 in)                                                                               |
|  | |

|  | Acutiramus macrophthalmus (200 cm, 79 in) |
|  |                                           |
|  | Acutiramus bohemicus (210 cm, 83 in)      |
|  |                                           |

|  | Erettopterus waylandsmithi (60 cm, 24 in)                                                                         |
|  | |
|  | Erettopterus osiliensis (90 cm, 35 in)                                                                            |
|  | |
|  | \| \| Erettopterus serricaudatus (60 cm, 24 in) \| \| \| \| \| \| Erettopterus bilobus (70 cm, 27 in) \| \| \| \| |
|  | |
|  | Erettopterus serricaudatus (60 cm, 24 in)                                                                         |
|  | |
|  | Erettopterus bilobus (70 cm, 27 in)                                                                               |
|  | |

|  | Erettopterus serricaudatus (60 cm, 24 in) |
|  |                                           |
|  | Erettopterus bilobus (70 cm, 27 in)       |
|  |                                           |

|  | Jaekelopterus rhenaniae (250 cm, 98 in)                                                                            |
|  | |
|  | \| \| Acutiramus macrophthalmus (200 cm, 79 in) \| \| \| \| \| \| Acutiramus bohemicus (210 cm, 83 in) \| \| \| \| |
|  | |
|  | Acutiramus macrophthalmus (200 cm, 79 in)                                                                          |
|  | |
|  | Acutiramus bohemicus (210 cm, 83 in)                                                                               |
|  | |

|  | Acutiramus macrophthalmus (200 cm, 79 in) |
|  |                                           |
|  | Acutiramus bohemicus (210 cm, 83 in)      |
|  |                                           |

|  | Jaekelopterus rhenaniae (250 cm, 98 in)                                                                            |
|  | |
|  | \| \| Acutiramus macrophthalmus (200 cm, 79 in) \| \| \| \| \| \| Acutiramus bohemicus (210 cm, 83 in) \| \| \| \| |
|  | |
|  | Acutiramus macrophthalmus (200 cm, 79 in)                                                                          |
|  | |
|  | Acutiramus bohemicus (210 cm, 83 in)                                                                               |
|  | |

|  | Acutiramus macrophthalmus (200 cm, 79 in) |
|  |                                           |
|  | Acutiramus bohemicus (210 cm, 83 in)      |
|  |                                           |

|  | Erettopterus waylandsmithi (60 cm, 24 in)                                                                         |
|  | |
|  | Erettopterus osiliensis (90 cm, 35 in)                                                                            |
|  | |
|  | \| \| Erettopterus serricaudatus (60 cm, 24 in) \| \| \| \| \| \| Erettopterus bilobus (70 cm, 27 in) \| \| \| \| |
|  | |
|  | Erettopterus serricaudatus (60 cm, 24 in)                                                                         |
|  | |
|  | Erettopterus bilobus (70 cm, 27 in)                                                                               |
|  | |

|  | Erettopterus serricaudatus (60 cm, 24 in) |
|  |                                           |
|  | Erettopterus bilobus (70 cm, 27 in)       |
|  |                                           |

|  | Jaekelopterus rhenaniae (250 cm, 98 in)                                                                            |
|  | |
|  | \| \| Acutiramus macrophthalmus (200 cm, 79 in) \| \| \| \| \| \| Acutiramus bohemicus (210 cm, 83 in) \| \| \| \| |
|  | |
|  | Acutiramus macrophthalmus (200 cm, 79 in)                                                                          |
|  | |
|  | Acutiramus bohemicus (210 cm, 83 in)                                                                               |
|  | |

|  | Acutiramus macrophthalmus (200 cm, 79 in) |
|  |                                           |
|  | Acutiramus bohemicus (210 cm, 83 in)      |
|  |                                           |

|  | Jaekelopterus rhenaniae (250 cm, 98 in)                                                                            |
|  | |
|  | \| \| Acutiramus macrophthalmus (200 cm, 79 in) \| \| \| \| \| \| Acutiramus bohemicus (210 cm, 83 in) \| \| \| \| |
|  | |
|  | Acutiramus macrophthalmus (200 cm, 79 in)                                                                          |
|  | |
|  | Acutiramus bohemicus (210 cm, 83 in)                                                                               |
|  | |

|  | Acutiramus macrophthalmus (200 cm, 79 in) |
|  |                                           |
|  | Acutiramus bohemicus (210 cm, 83 in)      |
|  |                                           |

|  | Erettopterus waylandsmithi (60 cm, 24 in)                                                                         |
|  | |
|  | Erettopterus osiliensis (90 cm, 35 in)                                                                            |
|  | |
|  | \| \| Erettopterus serricaudatus (60 cm, 24 in) \| \| \| \| \| \| Erettopterus bilobus (70 cm, 27 in) \| \| \| \| |
|  | |
|  | Erettopterus serricaudatus (60 cm, 24 in)                                                                         |
|  | |
|  | Erettopterus bilobus (70 cm, 27 in)                                                                               |
|  | |

|  | Erettopterus serricaudatus (60 cm, 24 in) |
|  |                                           |
|  | Erettopterus bilobus (70 cm, 27 in)       |
|  |                                           |

|  | Jaekelopterus rhenaniae (250 cm, 98 in)                                                                            |
|  | |
|  | \| \| Acutiramus macrophthalmus (200 cm, 79 in) \| \| \| \| \| \| Acutiramus bohemicus (210 cm, 83 in) \| \| \| \| |
|  | |
|  | Acutiramus macrophthalmus (200 cm, 79 in)                                                                          |
|  | |
|  | Acutiramus bohemicus (210 cm, 83 in)                                                                               |
|  | |

|  | Acutiramus macrophthalmus (200 cm, 79 in) |
|  |                                           |
|  | Acutiramus bohemicus (210 cm, 83 in)      |
|  |                                           |

|  | Jaekelopterus rhenaniae (250 cm, 98 in)                                                                            |
|  | |
|  | \| \| Acutiramus macrophthalmus (200 cm, 79 in) \| \| \| \| \| \| Acutiramus bohemicus (210 cm, 83 in) \| \| \| \| |
|  | |
|  | Acutiramus macrophthalmus (200 cm, 79 in)                                                                          |
|  | |
|  | Acutiramus bohemicus (210 cm, 83 in)                                                                               |
|  | |

|  | Acutiramus macrophthalmus (200 cm, 79 in) |
|  |                                           |
|  | Acutiramus bohemicus (210 cm, 83 in)      |
|  |                                           |

|  | Erettopterus waylandsmithi (60 cm, 24 in)                                                                         |
|  | |
|  | Erettopterus osiliensis (90 cm, 35 in)                                                                            |
|  | |
|  | \| \| Erettopterus serricaudatus (60 cm, 24 in) \| \| \| \| \| \| Erettopterus bilobus (70 cm, 27 in) \| \| \| \| |
|  | |
|  | Erettopterus serricaudatus (60 cm, 24 in)                                                                         |
|  | |
|  | Erettopterus bilobus (70 cm, 27 in)                                                                               |
|  | |

|  | Erettopterus serricaudatus (60 cm, 24 in) |
|  |                                           |
|  | Erettopterus bilobus (70 cm, 27 in)       |
|  |                                           |

|  | Jaekelopterus rhenaniae (250 cm, 98 in)                                                                            |
|  | |
|  | \| \| Acutiramus macrophthalmus (200 cm, 79 in) \| \| \| \| \| \| Acutiramus bohemicus (210 cm, 83 in) \| \| \| \| |
|  | |
|  | Acutiramus macrophthalmus (200 cm, 79 in)                                                                          |
|  | |
|  | Acutiramus bohemicus (210 cm, 83 in)                                                                               |
|  | |

|  | Acutiramus macrophthalmus (200 cm, 79 in) |
|  |                                           |
|  | Acutiramus bohemicus (210 cm, 83 in)      |
|  |                                           |

|  | Jaekelopterus rhenaniae (250 cm, 98 in)                                                                            |
|  | |
|  | \| \| Acutiramus macrophthalmus (200 cm, 79 in) \| \| \| \| \| \| Acutiramus bohemicus (210 cm, 83 in) \| \| \| \| |
|  | |
|  | Acutiramus macrophthalmus (200 cm, 79 in)                                                                          |
|  | |
|  | Acutiramus bohemicus (210 cm, 83 in)                                                                               |
|  | |

|  | Acutiramus macrophthalmus (200 cm, 79 in) |
|  |                                           |
|  | Acutiramus bohemicus (210 cm, 83 in)      |
|  |                                           |

|  | Erettopterus waylandsmithi (60 cm, 24 in)                                                                         |
|  | |
|  | Erettopterus osiliensis (90 cm, 35 in)                                                                            |
|  | |
|  | \| \| Erettopterus serricaudatus (60 cm, 24 in) \| \| \| \| \| \| Erettopterus bilobus (70 cm, 27 in) \| \| \| \| |
|  | |
|  | Erettopterus serricaudatus (60 cm, 24 in)                                                                         |
|  | |
|  | Erettopterus bilobus (70 cm, 27 in)                                                                               |
|  | |

|  | Erettopterus serricaudatus (60 cm, 24 in) |
|  |                                           |
|  | Erettopterus bilobus (70 cm, 27 in)       |
|  |                                           |

|  | Jaekelopterus rhenaniae (250 cm, 98 in)                                                                            |
|  | |
|  | \| \| Acutiramus macrophthalmus (200 cm, 79 in) \| \| \| \| \| \| Acutiramus bohemicus (210 cm, 83 in) \| \| \| \| |
|  | |
|  | Acutiramus macrophthalmus (200 cm, 79 in)                                                                          |
|  | |
|  | Acutiramus bohemicus (210 cm, 83 in)                                                                               |
|  | |

|  | Acutiramus macrophthalmus (200 cm, 79 in) |
|  |                                           |
|  | Acutiramus bohemicus (210 cm, 83 in)      |
|  |                                           |

|  | Jaekelopterus rhenaniae (250 cm, 98 in)                                                                            |
|  | |
|  | \| \| Acutiramus macrophthalmus (200 cm, 79 in) \| \| \| \| \| \| Acutiramus bohemicus (210 cm, 83 in) \| \| \| \| |
|  | |
|  | Acutiramus macrophthalmus (200 cm, 79 in)                                                                          |
|  | |
|  | Acutiramus bohemicus (210 cm, 83 in)                                                                               |
|  | |

|  | Acutiramus macrophthalmus (200 cm, 79 in) |
|  |                                           |
|  | Acutiramus bohemicus (210 cm, 83 in)      |
|  |                                           |

|  | Erettopterus waylandsmithi (60 cm, 24 in)                                                                         |
|  | |
|  | Erettopterus osiliensis (90 cm, 35 in)                                                                            |
|  | |
|  | \| \| Erettopterus serricaudatus (60 cm, 24 in) \| \| \| \| \| \| Erettopterus bilobus (70 cm, 27 in) \| \| \| \| |
|  | |
|  | Erettopterus serricaudatus (60 cm, 24 in)                                                                         |
|  | |
|  | Erettopterus bilobus (70 cm, 27 in)                                                                               |
|  | |

|  | Erettopterus serricaudatus (60 cm, 24 in) |
|  |                                           |
|  | Erettopterus bilobus (70 cm, 27 in)       |
|  |                                           |

|  | Jaekelopterus rhenaniae (250 cm, 98 in)                                                                            |
|  | |
|  | \| \| Acutiramus macrophthalmus (200 cm, 79 in) \| \| \| \| \| \| Acutiramus bohemicus (210 cm, 83 in) \| \| \| \| |
|  | |
|  | Acutiramus macrophthalmus (200 cm, 79 in)                                                                          |
|  | |
|  | Acutiramus bohemicus (210 cm, 83 in)                                                                               |
|  | |

|  | Acutiramus macrophthalmus (200 cm, 79 in) |
|  |                                           |
|  | Acutiramus bohemicus (210 cm, 83 in)      |
|  |                                           |

|  | Jaekelopterus rhenaniae (250 cm, 98 in)                                                                            |
|  | |
|  | \| \| Acutiramus macrophthalmus (200 cm, 79 in) \| \| \| \| \| \| Acutiramus bohemicus (210 cm, 83 in) \| \| \| \| |
|  | |
|  | Acutiramus macrophthalmus (200 cm, 79 in)                                                                          |
|  | |
|  | Acutiramus bohemicus (210 cm, 83 in)                                                                               |
|  | |

|  | Acutiramus macrophthalmus (200 cm, 79 in) |
|  |                                           |
|  | Acutiramus bohemicus (210 cm, 83 in)      |
|  |                                           |

|  | Erettopterus waylandsmithi (60 cm, 24 in)                                                                         |
|  | |
|  | Erettopterus osiliensis (90 cm, 35 in)                                                                            |
|  | |
|  | \| \| Erettopterus serricaudatus (60 cm, 24 in) \| \| \| \| \| \| Erettopterus bilobus (70 cm, 27 in) \| \| \| \| |
|  | |
|  | Erettopterus serricaudatus (60 cm, 24 in)                                                                         |
|  | |
|  | Erettopterus bilobus (70 cm, 27 in)                                                                               |
|  | |

|  | Erettopterus serricaudatus (60 cm, 24 in) |
|  |                                           |
|  | Erettopterus bilobus (70 cm, 27 in)       |
|  |                                           |

|  | Jaekelopterus rhenaniae (250 cm, 98 in)                                                                            |
|  | |
|  | \| \| Acutiramus macrophthalmus (200 cm, 79 in) \| \| \| \| \| \| Acutiramus bohemicus (210 cm, 83 in) \| \| \| \| |
|  | |
|  | Acutiramus macrophthalmus (200 cm, 79 in)                                                                          |
|  | |
|  | Acutiramus bohemicus (210 cm, 83 in)                                                                               |
|  | |

|  | Acutiramus macrophthalmus (200 cm, 79 in) |
|  |                                           |
|  | Acutiramus bohemicus (210 cm, 83 in)      |
|  |                                           |

|  | Jaekelopterus rhenaniae (250 cm, 98 in)                                                                            |
|  | |
|  | \| \| Acutiramus macrophthalmus (200 cm, 79 in) \| \| \| \| \| \| Acutiramus bohemicus (210 cm, 83 in) \| \| \| \| |
|  | |
|  | Acutiramus macrophthalmus (200 cm, 79 in)                                                                          |
|  | |
|  | Acutiramus bohemicus (210 cm, 83 in)                                                                               |
|  | |

|  | Acutiramus macrophthalmus (200 cm, 79 in) |
|  |                                           |
|  | Acutiramus bohemicus (210 cm, 83 in)      |
|  |                                           |

|  | Erettopterus waylandsmithi (60 cm, 24 in)                                                                         |
|  | |
|  | Erettopterus osiliensis (90 cm, 35 in)                                                                            |
|  | |
|  | \| \| Erettopterus serricaudatus (60 cm, 24 in) \| \| \| \| \| \| Erettopterus bilobus (70 cm, 27 in) \| \| \| \| |
|  | |
|  | Erettopterus serricaudatus (60 cm, 24 in)                                                                         |
|  | |
|  | Erettopterus bilobus (70 cm, 27 in)                                                                               |
|  | |

|  | Erettopterus serricaudatus (60 cm, 24 in) |
|  |                                           |
|  | Erettopterus bilobus (70 cm, 27 in)       |
|  |                                           |

|  | Jaekelopterus rhenaniae (250 cm, 98 in)                                                                            |
|  | |
|  | \| \| Acutiramus macrophthalmus (200 cm, 79 in) \| \| \| \| \| \| Acutiramus bohemicus (210 cm, 83 in) \| \| \| \| |
|  | |
|  | Acutiramus macrophthalmus (200 cm, 79 in)                                                                          |
|  | |
|  | Acutiramus bohemicus (210 cm, 83 in)                                                                               |
|  | |

|  | Acutiramus macrophthalmus (200 cm, 79 in) |
|  |                                           |
|  | Acutiramus bohemicus (210 cm, 83 in)      |
|  |                                           |

|  | Jaekelopterus rhenaniae (250 cm, 98 in)                                                                            |
|  | |
|  | \| \| Acutiramus macrophthalmus (200 cm, 79 in) \| \| \| \| \| \| Acutiramus bohemicus (210 cm, 83 in) \| \| \| \| |
|  | |
|  | Acutiramus macrophthalmus (200 cm, 79 in)                                                                          |
|  | |
|  | Acutiramus bohemicus (210 cm, 83 in)                                                                               |
|  | |

|  | Acutiramus macrophthalmus (200 cm, 79 in) |
|  |                                           |
|  | Acutiramus bohemicus (210 cm, 83 in)      |
|  |                                           |

|  | Erettopterus waylandsmithi (60 cm, 24 in)                                                                         |
|  | |
|  | Erettopterus osiliensis (90 cm, 35 in)                                                                            |
|  | |
|  | \| \| Erettopterus serricaudatus (60 cm, 24 in) \| \| \| \| \| \| Erettopterus bilobus (70 cm, 27 in) \| \| \| \| |
|  | |
|  | Erettopterus serricaudatus (60 cm, 24 in)                                                                         |
|  | |
|  | Erettopterus bilobus (70 cm, 27 in)                                                                               |
|  | |

|  | Erettopterus serricaudatus (60 cm, 24 in) |
|  |                                           |
|  | Erettopterus bilobus (70 cm, 27 in)       |
|  |                                           |

|  | Jaekelopterus rhenaniae (250 cm, 98 in)                                                                            |
|  | |
|  | \| \| Acutiramus macrophthalmus (200 cm, 79 in) \| \| \| \| \| \| Acutiramus bohemicus (210 cm, 83 in) \| \| \| \| |
|  | |
|  | Acutiramus macrophthalmus (200 cm, 79 in)                                                                          |
|  | |
|  | Acutiramus bohemicus (210 cm, 83 in)                                                                               |
|  | |

|  | Acutiramus macrophthalmus (200 cm, 79 in) |
|  |                                           |
|  | Acutiramus bohemicus (210 cm, 83 in)      |
|  |                                           |

|  | Jaekelopterus rhenaniae (250 cm, 98 in)                                                                            |
|  | |
|  | \| \| Acutiramus macrophthalmus (200 cm, 79 in) \| \| \| \| \| \| Acutiramus bohemicus (210 cm, 83 in) \| \| \| \| |
|  | |
|  | Acutiramus macrophthalmus (200 cm, 79 in)                                                                          |
|  | |
|  | Acutiramus bohemicus (210 cm, 83 in)                                                                               |
|  | |

|  | Acutiramus macrophthalmus (200 cm, 79 in) |
|  |                                           |
|  | Acutiramus bohemicus (210 cm, 83 in)      |
|  |                                           |

|  | Erettopterus waylandsmithi (60 cm, 24 in)                                                                         |
|  | |
|  | Erettopterus osiliensis (90 cm, 35 in)                                                                            |
|  | |
|  | \| \| Erettopterus serricaudatus (60 cm, 24 in) \| \| \| \| \| \| Erettopterus bilobus (70 cm, 27 in) \| \| \| \| |
|  | |
|  | Erettopterus serricaudatus (60 cm, 24 in)                                                                         |
|  | |
|  | Erettopterus bilobus (70 cm, 27 in)                                                                               |
|  | |

|  | Erettopterus serricaudatus (60 cm, 24 in) |
|  |                                           |
|  | Erettopterus bilobus (70 cm, 27 in)       |
|  |                                           |

|  | Jaekelopterus rhenaniae (250 cm, 98 in)                                                                            |
|  | |
|  | \| \| Acutiramus macrophthalmus (200 cm, 79 in) \| \| \| \| \| \| Acutiramus bohemicus (210 cm, 83 in) \| \| \| \| |
|  | |
|  | Acutiramus macrophthalmus (200 cm, 79 in)                                                                          |
|  | |
|  | Acutiramus bohemicus (210 cm, 83 in)                                                                               |
|  | |

|  | Acutiramus macrophthalmus (200 cm, 79 in) |
|  |                                           |
|  | Acutiramus bohemicus (210 cm, 83 in)      |
|  |                                           |

|  | Jaekelopterus rhenaniae (250 cm, 98 in)                                                                            |
|  | |
|  | \| \| Acutiramus macrophthalmus (200 cm, 79 in) \| \| \| \| \| \| Acutiramus bohemicus (210 cm, 83 in) \| \| \| \| |
|  | |
|  | Acutiramus macrophthalmus (200 cm, 79 in)                                                                          |
|  | |
|  | Acutiramus bohemicus (210 cm, 83 in)                                                                               |
|  | |

|  | Acutiramus macrophthalmus (200 cm, 79 in) |
|  |                                           |
|  | Acutiramus bohemicus (210 cm, 83 in)      |
|  |                                           |

|  | Erettopterus waylandsmithi (60 cm, 24 in)                                                                         |
|  | |
|  | Erettopterus osiliensis (90 cm, 35 in)                                                                            |
|  | |
|  | \| \| Erettopterus serricaudatus (60 cm, 24 in) \| \| \| \| \| \| Erettopterus bilobus (70 cm, 27 in) \| \| \| \| |
|  | |
|  | Erettopterus serricaudatus (60 cm, 24 in)                                                                         |
|  | |
|  | Erettopterus bilobus (70 cm, 27 in)                                                                               |
|  | |

|  | Erettopterus serricaudatus (60 cm, 24 in) |
|  |                                           |
|  | Erettopterus bilobus (70 cm, 27 in)       |
|  |                                           |

|  | Jaekelopterus rhenaniae (250 cm, 98 in)                                                                            |
|  | |
|  | \| \| Acutiramus macrophthalmus (200 cm, 79 in) \| \| \| \| \| \| Acutiramus bohemicus (210 cm, 83 in) \| \| \| \| |
|  | |
|  | Acutiramus macrophthalmus (200 cm, 79 in)                                                                          |
|  | |
|  | Acutiramus bohemicus (210 cm, 83 in)                                                                               |
|  | |

|  | Acutiramus macrophthalmus (200 cm, 79 in) |
|  |                                           |
|  | Acutiramus bohemicus (210 cm, 83 in)      |
|  |                                           |

|  | Jaekelopterus rhenaniae (250 cm, 98 in)                                                                            |
|  | |
|  | \| \| Acutiramus macrophthalmus (200 cm, 79 in) \| \| \| \| \| \| Acutiramus bohemicus (210 cm, 83 in) \| \| \| \| |
|  | |
|  | Acutiramus macrophthalmus (200 cm, 79 in)                                                                          |
|  | |
|  | Acutiramus bohemicus (210 cm, 83 in)                                                                               |
|  | |

|  | Acutiramus macrophthalmus (200 cm, 79 in) |
|  |                                           |
|  | Acutiramus bohemicus (210 cm, 83 in)      |
|  |                                           |

|  | Erettopterus waylandsmithi (60 cm, 24 in)                                                                         |
|  | |
|  | Erettopterus osiliensis (90 cm, 35 in)                                                                            |
|  | |
|  | \| \| Erettopterus serricaudatus (60 cm, 24 in) \| \| \| \| \| \| Erettopterus bilobus (70 cm, 27 in) \| \| \| \| |
|  | |
|  | Erettopterus serricaudatus (60 cm, 24 in)                                                                         |
|  | |
|  | Erettopterus bilobus (70 cm, 27 in)                                                                               |
|  | |

|  | Erettopterus serricaudatus (60 cm, 24 in) |
|  |                                           |
|  | Erettopterus bilobus (70 cm, 27 in)       |
|  |                                           |

|  | Jaekelopterus rhenaniae (250 cm, 98 in)                                                                            |
|  | |
|  | \| \| Acutiramus macrophthalmus (200 cm, 79 in) \| \| \| \| \| \| Acutiramus bohemicus (210 cm, 83 in) \| \| \| \| |
|  | |
|  | Acutiramus macrophthalmus (200 cm, 79 in)                                                                          |
|  | |
|  | Acutiramus bohemicus (210 cm, 83 in)                                                                               |
|  | |

|  | Acutiramus macrophthalmus (200 cm, 79 in) |
|  |                                           |
|  | Acutiramus bohemicus (210 cm, 83 in)      |
|  |                                           |

|  | Jaekelopterus rhenaniae (250 cm, 98 in)                                                                            |
|  | |
|  | \| \| Acutiramus macrophthalmus (200 cm, 79 in) \| \| \| \| \| \| Acutiramus bohemicus (210 cm, 83 in) \| \| \| \| |
|  | |
|  | Acutiramus macrophthalmus (200 cm, 79 in)                                                                          |
|  | |
|  | Acutiramus bohemicus (210 cm, 83 in)                                                                               |
|  | |

|  | Acutiramus macrophthalmus (200 cm, 79 in) |
|  |                                           |
|  | Acutiramus bohemicus (210 cm, 83 in)      |
|  |                                           |

|  | Erettopterus waylandsmithi (60 cm, 24 in)                                                                         |
|  | |
|  | Erettopterus osiliensis (90 cm, 35 in)                                                                            |
|  | |
|  | \| \| Erettopterus serricaudatus (60 cm, 24 in) \| \| \| \| \| \| Erettopterus bilobus (70 cm, 27 in) \| \| \| \| |
|  | |
|  | Erettopterus serricaudatus (60 cm, 24 in)                                                                         |
|  | |
|  | Erettopterus bilobus (70 cm, 27 in)                                                                               |
|  | |

|  | Erettopterus serricaudatus (60 cm, 24 in) |
|  |                                           |
|  | Erettopterus bilobus (70 cm, 27 in)       |
|  |                                           |

|  | Jaekelopterus rhenaniae (250 cm, 98 in)                                                                            |
|  | |
|  | \| \| Acutiramus macrophthalmus (200 cm, 79 in) \| \| \| \| \| \| Acutiramus bohemicus (210 cm, 83 in) \| \| \| \| |
|  | |
|  | Acutiramus macrophthalmus (200 cm, 79 in)                                                                          |
|  | |
|  | Acutiramus bohemicus (210 cm, 83 in)                                                                               |
|  | |

|  | Acutiramus macrophthalmus (200 cm, 79 in) |
|  |                                           |
|  | Acutiramus bohemicus (210 cm, 83 in)      |
|  |                                           |

|  | Jaekelopterus rhenaniae (250 cm, 98 in)                                                                            |
|  | |
|  | \| \| Acutiramus macrophthalmus (200 cm, 79 in) \| \| \| \| \| \| Acutiramus bohemicus (210 cm, 83 in) \| \| \| \| |
|  | |
|  | Acutiramus macrophthalmus (200 cm, 79 in)                                                                          |
|  | |
|  | Acutiramus bohemicus (210 cm, 83 in)                                                                               |
|  | |

|  | Acutiramus macrophthalmus (200 cm, 79 in) |
|  |                                           |
|  | Acutiramus bohemicus (210 cm, 83 in)      |
|  |                                           |

|  | Erettopterus waylandsmithi (60 cm, 24 in)                                                                         |
|  | |
|  | Erettopterus osiliensis (90 cm, 35 in)                                                                            |
|  | |
|  | \| \| Erettopterus serricaudatus (60 cm, 24 in) \| \| \| \| \| \| Erettopterus bilobus (70 cm, 27 in) \| \| \| \| |
|  | |
|  | Erettopterus serricaudatus (60 cm, 24 in)                                                                         |
|  | |
|  | Erettopterus bilobus (70 cm, 27 in)                                                                               |
|  | |

|  | Erettopterus serricaudatus (60 cm, 24 in) |
|  |                                           |
|  | Erettopterus bilobus (70 cm, 27 in)       |
|  |                                           |

|  | Jaekelopterus rhenaniae (250 cm, 98 in)                                                                            |
|  | |
|  | \| \| Acutiramus macrophthalmus (200 cm, 79 in) \| \| \| \| \| \| Acutiramus bohemicus (210 cm, 83 in) \| \| \| \| |
|  | |
|  | Acutiramus macrophthalmus (200 cm, 79 in)                                                                          |
|  | |
|  | Acutiramus bohemicus (210 cm, 83 in)                                                                               |
|  | |

|  | Acutiramus macrophthalmus (200 cm, 79 in) |
|  |                                           |
|  | Acutiramus bohemicus (210 cm, 83 in)      |
|  |                                           |

|  | Jaekelopterus rhenaniae (250 cm, 98 in)                                                                            |
|  | |
|  | \| \| Acutiramus macrophthalmus (200 cm, 79 in) \| \| \| \| \| \| Acutiramus bohemicus (210 cm, 83 in) \| \| \| \| |
|  | |
|  | Acutiramus macrophthalmus (200 cm, 79 in)                                                                          |
|  | |
|  | Acutiramus bohemicus (210 cm, 83 in)                                                                               |
|  | |

|  | Acutiramus macrophthalmus (200 cm, 79 in) |
|  |                                           |
|  | Acutiramus bohemicus (210 cm, 83 in)      |
|  |                                           |

|  | Erettopterus waylandsmithi (60 cm, 24 in)                                                                         |
|  | |
|  | Erettopterus osiliensis (90 cm, 35 in)                                                                            |
|  | |
|  | \| \| Erettopterus serricaudatus (60 cm, 24 in) \| \| \| \| \| \| Erettopterus bilobus (70 cm, 27 in) \| \| \| \| |
|  | |
|  | Erettopterus serricaudatus (60 cm, 24 in)                                                                         |
|  | |
|  | Erettopterus bilobus (70 cm, 27 in)                                                                               |
|  | |

|  | Erettopterus serricaudatus (60 cm, 24 in) |
|  |                                           |
|  | Erettopterus bilobus (70 cm, 27 in)       |
|  |                                           |

|  | Jaekelopterus rhenaniae (250 cm, 98 in)                                                                            |
|  | |
|  | \| \| Acutiramus macrophthalmus (200 cm, 79 in) \| \| \| \| \| \| Acutiramus bohemicus (210 cm, 83 in) \| \| \| \| |
|  | |
|  | Acutiramus macrophthalmus (200 cm, 79 in)                                                                          |
|  | |
|  | Acutiramus bohemicus (210 cm, 83 in)                                                                               |
|  | |

|  | Acutiramus macrophthalmus (200 cm, 79 in) |
|  |                                           |
|  | Acutiramus bohemicus (210 cm, 83 in)      |
|  |                                           |

|  | Jaekelopterus rhenaniae (250 cm, 98 in)                                                                            |
|  | |
|  | \| \| Acutiramus macrophthalmus (200 cm, 79 in) \| \| \| \| \| \| Acutiramus bohemicus (210 cm, 83 in) \| \| \| \| |
|  | |
|  | Acutiramus macrophthalmus (200 cm, 79 in)                                                                          |
|  | |
|  | Acutiramus bohemicus (210 cm, 83 in)                                                                               |
|  | |

|  | Acutiramus macrophthalmus (200 cm, 79 in) |
|  |                                           |
|  | Acutiramus bohemicus (210 cm, 83 in)      |
|  |                                           |

|  | Erettopterus waylandsmithi (60 cm, 24 in)                                                                         |
|  | |
|  | Erettopterus osiliensis (90 cm, 35 in)                                                                            |
|  | |
|  | \| \| Erettopterus serricaudatus (60 cm, 24 in) \| \| \| \| \| \| Erettopterus bilobus (70 cm, 27 in) \| \| \| \| |
|  | |
|  | Erettopterus serricaudatus (60 cm, 24 in)                                                                         |
|  | |
|  | Erettopterus bilobus (70 cm, 27 in)                                                                               |
|  | |

|  | Erettopterus serricaudatus (60 cm, 24 in) |
|  |                                           |
|  | Erettopterus bilobus (70 cm, 27 in)       |
|  |                                           |

|  | Jaekelopterus rhenaniae (250 cm, 98 in)                                                                            |
|  | |
|  | \| \| Acutiramus macrophthalmus (200 cm, 79 in) \| \| \| \| \| \| Acutiramus bohemicus (210 cm, 83 in) \| \| \| \| |
|  | |
|  | Acutiramus macrophthalmus (200 cm, 79 in)                                                                          |
|  | |
|  | Acutiramus bohemicus (210 cm, 83 in)                                                                               |
|  | |

|  | Acutiramus macrophthalmus (200 cm, 79 in) |
|  |                                           |
|  | Acutiramus bohemicus (210 cm, 83 in)      |
|  |                                           |

|  | Jaekelopterus rhenaniae (250 cm, 98 in)                                                                            |
|  | |
|  | \| \| Acutiramus macrophthalmus (200 cm, 79 in) \| \| \| \| \| \| Acutiramus bohemicus (210 cm, 83 in) \| \| \| \| |
|  | |
|  | Acutiramus macrophthalmus (200 cm, 79 in)                                                                          |
|  | |
|  | Acutiramus bohemicus (210 cm, 83 in)                                                                               |
|  | |

|  | Acutiramus macrophthalmus (200 cm, 79 in) |
|  |                                           |
|  | Acutiramus bohemicus (210 cm, 83 in)      |
|  |                                           |

|  | Erettopterus waylandsmithi (60 cm, 24 in)                                                                         |
|  | |
|  | Erettopterus osiliensis (90 cm, 35 in)                                                                            |
|  | |
|  | \| \| Erettopterus serricaudatus (60 cm, 24 in) \| \| \| \| \| \| Erettopterus bilobus (70 cm, 27 in) \| \| \| \| |
|  | |
|  | Erettopterus serricaudatus (60 cm, 24 in)                                                                         |
|  | |
|  | Erettopterus bilobus (70 cm, 27 in)                                                                               |
|  | |

|  | Erettopterus serricaudatus (60 cm, 24 in) |
|  |                                           |
|  | Erettopterus bilobus (70 cm, 27 in)       |
|  |                                           |

|  | Jaekelopterus rhenaniae (250 cm, 98 in)                                                                            |
|  | |
|  | \| \| Acutiramus macrophthalmus (200 cm, 79 in) \| \| \| \| \| \| Acutiramus bohemicus (210 cm, 83 in) \| \| \| \| |
|  | |
|  | Acutiramus macrophthalmus (200 cm, 79 in)                                                                          |
|  | |
|  | Acutiramus bohemicus (210 cm, 83 in)                                                                               |
|  | |

|  | Acutiramus macrophthalmus (200 cm, 79 in) |
|  |                                           |
|  | Acutiramus bohemicus (210 cm, 83 in)      |
|  |                                           |

|  | Jaekelopterus rhenaniae (250 cm, 98 in)                                                                            |
|  | |
|  | \| \| Acutiramus macrophthalmus (200 cm, 79 in) \| \| \| \| \| \| Acutiramus bohemicus (210 cm, 83 in) \| \| \| \| |
|  | |
|  | Acutiramus macrophthalmus (200 cm, 79 in)                                                                          |
|  | |
|  | Acutiramus bohemicus (210 cm, 83 in)                                                                               |
|  | |

|  | Acutiramus macrophthalmus (200 cm, 79 in) |
|  |                                           |
|  | Acutiramus bohemicus (210 cm, 83 in)      |
|  |                                           |

|  | Erettopterus waylandsmithi (60 cm, 24 in)                                                                         |
|  | |
|  | Erettopterus osiliensis (90 cm, 35 in)                                                                            |
|  | |
|  | \| \| Erettopterus serricaudatus (60 cm, 24 in) \| \| \| \| \| \| Erettopterus bilobus (70 cm, 27 in) \| \| \| \| |
|  | |
|  | Erettopterus serricaudatus (60 cm, 24 in)                                                                         |
|  | |
|  | Erettopterus bilobus (70 cm, 27 in)                                                                               |
|  | |

|  | Erettopterus serricaudatus (60 cm, 24 in) |
|  |                                           |
|  | Erettopterus bilobus (70 cm, 27 in)       |
|  |                                           |

|  | Jaekelopterus rhenaniae (250 cm, 98 in)                                                                            |
|  | |
|  | \| \| Acutiramus macrophthalmus (200 cm, 79 in) \| \| \| \| \| \| Acutiramus bohemicus (210 cm, 83 in) \| \| \| \| |
|  | |
|  | Acutiramus macrophthalmus (200 cm, 79 in)                                                                          |
|  | |
|  | Acutiramus bohemicus (210 cm, 83 in)                                                                               |
|  | |

|  | Acutiramus macrophthalmus (200 cm, 79 in) |
|  |                                           |
|  | Acutiramus bohemicus (210 cm, 83 in)      |
|  |                                           |

|  | Jaekelopterus rhenaniae (250 cm, 98 in)                                                                            |
|  | |
|  | \| \| Acutiramus macrophthalmus (200 cm, 79 in) \| \| \| \| \| \| Acutiramus bohemicus (210 cm, 83 in) \| \| \| \| |
|  | |
|  | Acutiramus macrophthalmus (200 cm, 79 in)                                                                          |
|  | |
|  | Acutiramus bohemicus (210 cm, 83 in)                                                                               |
|  | |

|  | Acutiramus macrophthalmus (200 cm, 79 in) |
|  |                                           |
|  | Acutiramus bohemicus (210 cm, 83 in)      |
|  |                                           |

|  | Erettopterus waylandsmithi (60 cm, 24 in)                                                                         |
|  | |
|  | Erettopterus osiliensis (90 cm, 35 in)                                                                            |
|  | |
|  | \| \| Erettopterus serricaudatus (60 cm, 24 in) \| \| \| \| \| \| Erettopterus bilobus (70 cm, 27 in) \| \| \| \| |
|  | |
|  | Erettopterus serricaudatus (60 cm, 24 in)                                                                         |
|  | |
|  | Erettopterus bilobus (70 cm, 27 in)                                                                               |
|  | |

|  | Erettopterus serricaudatus (60 cm, 24 in) |
|  |                                           |
|  | Erettopterus bilobus (70 cm, 27 in)       |
|  |                                           |

|  | Jaekelopterus rhenaniae (250 cm, 98 in)                                                                            |
|  | |
|  | \| \| Acutiramus macrophthalmus (200 cm, 79 in) \| \| \| \| \| \| Acutiramus bohemicus (210 cm, 83 in) \| \| \| \| |
|  | |
|  | Acutiramus macrophthalmus (200 cm, 79 in)                                                                          |
|  | |
|  | Acutiramus bohemicus (210 cm, 83 in)                                                                               |
|  | |

|  | Acutiramus macrophthalmus (200 cm, 79 in) |
|  |                                           |
|  | Acutiramus bohemicus (210 cm, 83 in)      |
|  |                                           |

|  | Jaekelopterus rhenaniae (250 cm, 98 in)                                                                            |
|  | |
|  | \| \| Acutiramus macrophthalmus (200 cm, 79 in) \| \| \| \| \| \| Acutiramus bohemicus (210 cm, 83 in) \| \| \| \| |
|  | |
|  | Acutiramus macrophthalmus (200 cm, 79 in)                                                                          |
|  | |
|  | Acutiramus bohemicus (210 cm, 83 in)                                                                               |
|  | |

|  | Acutiramus macrophthalmus (200 cm, 79 in) |
|  |                                           |
|  | Acutiramus bohemicus (210 cm, 83 in)      |
|  |                                           |

|  | Erettopterus waylandsmithi (60 cm, 24 in)                                                                         |
|  | |
|  | Erettopterus osiliensis (90 cm, 35 in)                                                                            |
|  | |
|  | \| \| Erettopterus serricaudatus (60 cm, 24 in) \| \| \| \| \| \| Erettopterus bilobus (70 cm, 27 in) \| \| \| \| |
|  | |
|  | Erettopterus serricaudatus (60 cm, 24 in)                                                                         |
|  | |
|  | Erettopterus bilobus (70 cm, 27 in)                                                                               |
|  | |

|  | Erettopterus serricaudatus (60 cm, 24 in) |
|  |                                           |
|  | Erettopterus bilobus (70 cm, 27 in)       |
|  |                                           |

|  | Jaekelopterus rhenaniae (250 cm, 98 in)                                                                            |
|  | |
|  | \| \| Acutiramus macrophthalmus (200 cm, 79 in) \| \| \| \| \| \| Acutiramus bohemicus (210 cm, 83 in) \| \| \| \| |
|  | |
|  | Acutiramus macrophthalmus (200 cm, 79 in)                                                                          |
|  | |
|  | Acutiramus bohemicus (210 cm, 83 in)                                                                               |
|  | |

|  | Acutiramus macrophthalmus (200 cm, 79 in) |
|  |                                           |
|  | Acutiramus bohemicus (210 cm, 83 in)      |
|  |                                           |

|  | Jaekelopterus rhenaniae (250 cm, 98 in)                                                                            |
|  | |
|  | \| \| Acutiramus macrophthalmus (200 cm, 79 in) \| \| \| \| \| \| Acutiramus bohemicus (210 cm, 83 in) \| \| \| \| |
|  | |
|  | Acutiramus macrophthalmus (200 cm, 79 in)                                                                          |
|  | |
|  | Acutiramus bohemicus (210 cm, 83 in)                                                                               |
|  | |

|  | Acutiramus macrophthalmus (200 cm, 79 in) |
|  |                                           |
|  | Acutiramus bohemicus (210 cm, 83 in)      |
|  |                                           |

|  | Erettopterus waylandsmithi (60 cm, 24 in)                                                                         |
|  | |
|  | Erettopterus osiliensis (90 cm, 35 in)                                                                            |
|  | |
|  | \| \| Erettopterus serricaudatus (60 cm, 24 in) \| \| \| \| \| \| Erettopterus bilobus (70 cm, 27 in) \| \| \| \| |
|  | |
|  | Erettopterus serricaudatus (60 cm, 24 in)                                                                         |
|  | |
|  | Erettopterus bilobus (70 cm, 27 in)                                                                               |
|  | |

|  | Erettopterus serricaudatus (60 cm, 24 in) |
|  |                                           |
|  | Erettopterus bilobus (70 cm, 27 in)       |
|  |                                           |

|  | Jaekelopterus rhenaniae (250 cm, 98 in)                                                                            |
|  | |
|  | \| \| Acutiramus macrophthalmus (200 cm, 79 in) \| \| \| \| \| \| Acutiramus bohemicus (210 cm, 83 in) \| \| \| \| |
|  | |
|  | Acutiramus macrophthalmus (200 cm, 79 in)                                                                          |
|  | |
|  | Acutiramus bohemicus (210 cm, 83 in)                                                                               |
|  | |

|  | Acutiramus macrophthalmus (200 cm, 79 in) |
|  |                                           |
|  | Acutiramus bohemicus (210 cm, 83 in)      |
|  |                                           |

|  | Jaekelopterus rhenaniae (250 cm, 98 in)                                                                            |
|  | |
|  | \| \| Acutiramus macrophthalmus (200 cm, 79 in) \| \| \| \| \| \| Acutiramus bohemicus (210 cm, 83 in) \| \| \| \| |
|  | |
|  | Acutiramus macrophthalmus (200 cm, 79 in)                                                                          |
|  | |
|  | Acutiramus bohemicus (210 cm, 83 in)                                                                               |
|  | |

|  | Acutiramus macrophthalmus (200 cm, 79 in) |
|  |                                           |
|  | Acutiramus bohemicus (210 cm, 83 in)      |
|  |                                           |

|  | Erettopterus waylandsmithi (60 cm, 24 in)                                                                         |
|  | |
|  | Erettopterus osiliensis (90 cm, 35 in)                                                                            |
|  | |
|  | \| \| Erettopterus serricaudatus (60 cm, 24 in) \| \| \| \| \| \| Erettopterus bilobus (70 cm, 27 in) \| \| \| \| |
|  | |
|  | Erettopterus serricaudatus (60 cm, 24 in)                                                                         |
|  | |
|  | Erettopterus bilobus (70 cm, 27 in)                                                                               |
|  | |

|  | Erettopterus serricaudatus (60 cm, 24 in) |
|  |                                           |
|  | Erettopterus bilobus (70 cm, 27 in)       |
|  |                                           |

|  | Jaekelopterus rhenaniae (250 cm, 98 in)                                                                            |
|  | |
|  | \| \| Acutiramus macrophthalmus (200 cm, 79 in) \| \| \| \| \| \| Acutiramus bohemicus (210 cm, 83 in) \| \| \| \| |
|  | |
|  | Acutiramus macrophthalmus (200 cm, 79 in)                                                                          |
|  | |
|  | Acutiramus bohemicus (210 cm, 83 in)                                                                               |
|  | |

|  | Acutiramus macrophthalmus (200 cm, 79 in) |
|  |                                           |
|  | Acutiramus bohemicus (210 cm, 83 in)      |
|  |                                           |

|  | Jaekelopterus rhenaniae (250 cm, 98 in)                                                                            |
|  | |
|  | \| \| Acutiramus macrophthalmus (200 cm, 79 in) \| \| \| \| \| \| Acutiramus bohemicus (210 cm, 83 in) \| \| \| \| |
|  | |
|  | Acutiramus macrophthalmus (200 cm, 79 in)                                                                          |
|  | |
|  | Acutiramus bohemicus (210 cm, 83 in)                                                                               |
|  | |

|  | Acutiramus macrophthalmus (200 cm, 79 in) |
|  |                                           |
|  | Acutiramus bohemicus (210 cm, 83 in)      |
|  |                                           |

|  | Erettopterus waylandsmithi (60 cm, 24 in)                                                                         |
|  | |
|  | Erettopterus osiliensis (90 cm, 35 in)                                                                            |
|  | |
|  | \| \| Erettopterus serricaudatus (60 cm, 24 in) \| \| \| \| \| \| Erettopterus bilobus (70 cm, 27 in) \| \| \| \| |
|  | |
|  | Erettopterus serricaudatus (60 cm, 24 in)                                                                         |
|  | |
|  | Erettopterus bilobus (70 cm, 27 in)                                                                               |
|  | |

|  | Erettopterus serricaudatus (60 cm, 24 in) |
|  |                                           |
|  | Erettopterus bilobus (70 cm, 27 in)       |
|  |                                           |

|  | Jaekelopterus rhenaniae (250 cm, 98 in)                                                                            |
|  | |
|  | \| \| Acutiramus macrophthalmus (200 cm, 79 in) \| \| \| \| \| \| Acutiramus bohemicus (210 cm, 83 in) \| \| \| \| |
|  | |
|  | Acutiramus macrophthalmus (200 cm, 79 in)                                                                          |
|  | |
|  | Acutiramus bohemicus (210 cm, 83 in)                                                                               |
|  | |

|  | Acutiramus macrophthalmus (200 cm, 79 in) |
|  |                                           |
|  | Acutiramus bohemicus (210 cm, 83 in)      |
|  |                                           |

|  | Jaekelopterus rhenaniae (250 cm, 98 in)                                                                            |
|  | |
|  | \| \| Acutiramus macrophthalmus (200 cm, 79 in) \| \| \| \| \| \| Acutiramus bohemicus (210 cm, 83 in) \| \| \| \| |
|  | |
|  | Acutiramus macrophthalmus (200 cm, 79 in)                                                                          |
|  | |
|  | Acutiramus bohemicus (210 cm, 83 in)                                                                               |
|  | |

|  | Acutiramus macrophthalmus (200 cm, 79 in) |
|  |                                           |
|  | Acutiramus bohemicus (210 cm, 83 in)      |
|  |                                           |

|  | Erettopterus waylandsmithi (60 cm, 24 in)                                                                         |
|  | |
|  | Erettopterus osiliensis (90 cm, 35 in)                                                                            |
|  | |
|  | \| \| Erettopterus serricaudatus (60 cm, 24 in) \| \| \| \| \| \| Erettopterus bilobus (70 cm, 27 in) \| \| \| \| |
|  | |
|  | Erettopterus serricaudatus (60 cm, 24 in)                                                                         |
|  | |
|  | Erettopterus bilobus (70 cm, 27 in)                                                                               |
|  | |

|  | Erettopterus serricaudatus (60 cm, 24 in) |
|  |                                           |
|  | Erettopterus bilobus (70 cm, 27 in)       |
|  |                                           |

|  | Jaekelopterus rhenaniae (250 cm, 98 in)                                                                            |
|  | |
|  | \| \| Acutiramus macrophthalmus (200 cm, 79 in) \| \| \| \| \| \| Acutiramus bohemicus (210 cm, 83 in) \| \| \| \| |
|  | |
|  | Acutiramus macrophthalmus (200 cm, 79 in)                                                                          |
|  | |
|  | Acutiramus bohemicus (210 cm, 83 in)                                                                               |
|  | |

|  | Acutiramus macrophthalmus (200 cm, 79 in) |
|  |                                           |
|  | Acutiramus bohemicus (210 cm, 83 in)      |
|  |                                           |

|  | Jaekelopterus rhenaniae (250 cm, 98 in)                                                                            |
|  | |
|  | \| \| Acutiramus macrophthalmus (200 cm, 79 in) \| \| \| \| \| \| Acutiramus bohemicus (210 cm, 83 in) \| \| \| \| |
|  | |
|  | Acutiramus macrophthalmus (200 cm, 79 in)                                                                          |
|  | |
|  | Acutiramus bohemicus (210 cm, 83 in)                                                                               |
|  | |

|  | Acutiramus macrophthalmus (200 cm, 79 in) |
|  |                                           |
|  | Acutiramus bohemicus (210 cm, 83 in)      |
|  |                                           |

|  | Erettopterus waylandsmithi (60 cm, 24 in)                                                                         |
|  | |
|  | Erettopterus osiliensis (90 cm, 35 in)                                                                            |
|  | |
|  | \| \| Erettopterus serricaudatus (60 cm, 24 in) \| \| \| \| \| \| Erettopterus bilobus (70 cm, 27 in) \| \| \| \| |
|  | |
|  | Erettopterus serricaudatus (60 cm, 24 in)                                                                         |
|  | |
|  | Erettopterus bilobus (70 cm, 27 in)                                                                               |
|  | |

|  | Erettopterus serricaudatus (60 cm, 24 in) |
|  |                                           |
|  | Erettopterus bilobus (70 cm, 27 in)       |
|  |                                           |

|  | Jaekelopterus rhenaniae (250 cm, 98 in)                                                                            |
|  | |
|  | \| \| Acutiramus macrophthalmus (200 cm, 79 in) \| \| \| \| \| \| Acutiramus bohemicus (210 cm, 83 in) \| \| \| \| |
|  | |
|  | Acutiramus macrophthalmus (200 cm, 79 in)                                                                          |
|  | |
|  | Acutiramus bohemicus (210 cm, 83 in)                                                                               |
|  | |

|  | Acutiramus macrophthalmus (200 cm, 79 in) |
|  |                                           |
|  | Acutiramus bohemicus (210 cm, 83 in)      |
|  |                                           |

|  | Jaekelopterus rhenaniae (250 cm, 98 in)                                                                            |
|  | |
|  | \| \| Acutiramus macrophthalmus (200 cm, 79 in) \| \| \| \| \| \| Acutiramus bohemicus (210 cm, 83 in) \| \| \| \| |
|  | |
|  | Acutiramus macrophthalmus (200 cm, 79 in)                                                                          |
|  | |
|  | Acutiramus bohemicus (210 cm, 83 in)                                                                               |
|  | |

|  | Acutiramus macrophthalmus (200 cm, 79 in) |
|  |                                           |
|  | Acutiramus bohemicus (210 cm, 83 in)      |
|  |                                           |

|  | Erettopterus waylandsmithi (60 cm, 24 in)                                                                         |
|  | |
|  | Erettopterus osiliensis (90 cm, 35 in)                                                                            |
|  | |
|  | \| \| Erettopterus serricaudatus (60 cm, 24 in) \| \| \| \| \| \| Erettopterus bilobus (70 cm, 27 in) \| \| \| \| |
|  | |
|  | Erettopterus serricaudatus (60 cm, 24 in)                                                                         |
|  | |
|  | Erettopterus bilobus (70 cm, 27 in)                                                                               |
|  | |

|  | Erettopterus serricaudatus (60 cm, 24 in) |
|  |                                           |
|  | Erettopterus bilobus (70 cm, 27 in)       |
|  |                                           |

|  | Jaekelopterus rhenaniae (250 cm, 98 in)                                                                            |
|  | |
|  | \| \| Acutiramus macrophthalmus (200 cm, 79 in) \| \| \| \| \| \| Acutiramus bohemicus (210 cm, 83 in) \| \| \| \| |
|  | |
|  | Acutiramus macrophthalmus (200 cm, 79 in)                                                                          |
|  | |
|  | Acutiramus bohemicus (210 cm, 83 in)                                                                               |
|  | |

|  | Acutiramus macrophthalmus (200 cm, 79 in) |
|  |                                           |
|  | Acutiramus bohemicus (210 cm, 83 in)      |
|  |                                           |

|  | Jaekelopterus rhenaniae (250 cm, 98 in)                                                                            |
|  | |
|  | \| \| Acutiramus macrophthalmus (200 cm, 79 in) \| \| \| \| \| \| Acutiramus bohemicus (210 cm, 83 in) \| \| \| \| |
|  | |
|  | Acutiramus macrophthalmus (200 cm, 79 in)                                                                          |
|  | |
|  | Acutiramus bohemicus (210 cm, 83 in)                                                                               |
|  | |

|  | Acutiramus macrophthalmus (200 cm, 79 in) |
|  |                                           |
|  | Acutiramus bohemicus (210 cm, 83 in)      |
|  |                                           |

|  | Erettopterus waylandsmithi (60 cm, 24 in)                                                                         |
|  | |
|  | Erettopterus osiliensis (90 cm, 35 in)                                                                            |
|  | |
|  | \| \| Erettopterus serricaudatus (60 cm, 24 in) \| \| \| \| \| \| Erettopterus bilobus (70 cm, 27 in) \| \| \| \| |
|  | |
|  | Erettopterus serricaudatus (60 cm, 24 in)                                                                         |
|  | |
|  | Erettopterus bilobus (70 cm, 27 in)                                                                               |
|  | |

|  | Erettopterus serricaudatus (60 cm, 24 in) |
|  |                                           |
|  | Erettopterus bilobus (70 cm, 27 in)       |
|  |                                           |

|  | Jaekelopterus rhenaniae (250 cm, 98 in)                                                                            |
|  | |
|  | \| \| Acutiramus macrophthalmus (200 cm, 79 in) \| \| \| \| \| \| Acutiramus bohemicus (210 cm, 83 in) \| \| \| \| |
|  | |
|  | Acutiramus macrophthalmus (200 cm, 79 in)                                                                          |
|  | |
|  | Acutiramus bohemicus (210 cm, 83 in)                                                                               |
|  | |

|  | Acutiramus macrophthalmus (200 cm, 79 in) |
|  |                                           |
|  | Acutiramus bohemicus (210 cm, 83 in)      |
|  |                                           |

|  | Jaekelopterus rhenaniae (250 cm, 98 in)                                                                            |
|  | |
|  | \| \| Acutiramus macrophthalmus (200 cm, 79 in) \| \| \| \| \| \| Acutiramus bohemicus (210 cm, 83 in) \| \| \| \| |
|  | |
|  | Acutiramus macrophthalmus (200 cm, 79 in)                                                                          |
|  | |
|  | Acutiramus bohemicus (210 cm, 83 in)                                                                               |
|  | |

|  | Acutiramus macrophthalmus (200 cm, 79 in) |
|  |                                           |
|  | Acutiramus bohemicus (210 cm, 83 in)      |
|  |                                           |

|  | Erettopterus waylandsmithi (60 cm, 24 in)                                                                         |
|  | |
|  | Erettopterus osiliensis (90 cm, 35 in)                                                                            |
|  | |
|  | \| \| Erettopterus serricaudatus (60 cm, 24 in) \| \| \| \| \| \| Erettopterus bilobus (70 cm, 27 in) \| \| \| \| |
|  | |
|  | Erettopterus serricaudatus (60 cm, 24 in)                                                                         |
|  | |
|  | Erettopterus bilobus (70 cm, 27 in)                                                                               |
|  | |

|  | Erettopterus serricaudatus (60 cm, 24 in) |
|  |                                           |
|  | Erettopterus bilobus (70 cm, 27 in)       |
|  |                                           |

|  | Jaekelopterus rhenaniae (250 cm, 98 in)                                                                            |
|  | |
|  | \| \| Acutiramus macrophthalmus (200 cm, 79 in) \| \| \| \| \| \| Acutiramus bohemicus (210 cm, 83 in) \| \| \| \| |
|  | |
|  | Acutiramus macrophthalmus (200 cm, 79 in)                                                                          |
|  | |
|  | Acutiramus bohemicus (210 cm, 83 in)                                                                               |
|  | |

|  | Acutiramus macrophthalmus (200 cm, 79 in) |
|  |                                           |
|  | Acutiramus bohemicus (210 cm, 83 in)      |
|  |                                           |

|  | Jaekelopterus rhenaniae (250 cm, 98 in)                                                                            |
|  | |
|  | \| \| Acutiramus macrophthalmus (200 cm, 79 in) \| \| \| \| \| \| Acutiramus bohemicus (210 cm, 83 in) \| \| \| \| |
|  | |
|  | Acutiramus macrophthalmus (200 cm, 79 in)                                                                          |
|  | |
|  | Acutiramus bohemicus (210 cm, 83 in)                                                                               |
|  | |

|  | Acutiramus macrophthalmus (200 cm, 79 in) |
|  |                                           |
|  | Acutiramus bohemicus (210 cm, 83 in)      |
|  |                                           |

|  | Erettopterus waylandsmithi (60 cm, 24 in)                                                                         |
|  | |
|  | Erettopterus osiliensis (90 cm, 35 in)                                                                            |
|  | |
|  | \| \| Erettopterus serricaudatus (60 cm, 24 in) \| \| \| \| \| \| Erettopterus bilobus (70 cm, 27 in) \| \| \| \| |
|  | |
|  | Erettopterus serricaudatus (60 cm, 24 in)                                                                         |
|  | |
|  | Erettopterus bilobus (70 cm, 27 in)                                                                               |
|  | |

|  | Erettopterus serricaudatus (60 cm, 24 in) |
|  |                                           |
|  | Erettopterus bilobus (70 cm, 27 in)       |
|  |                                           |

|  | Jaekelopterus rhenaniae (250 cm, 98 in)                                                                            |
|  | |
|  | \| \| Acutiramus macrophthalmus (200 cm, 79 in) \| \| \| \| \| \| Acutiramus bohemicus (210 cm, 83 in) \| \| \| \| |
|  | |
|  | Acutiramus macrophthalmus (200 cm, 79 in)                                                                          |
|  | |
|  | Acutiramus bohemicus (210 cm, 83 in)                                                                               |
|  | |

|  | Acutiramus macrophthalmus (200 cm, 79 in) |
|  |                                           |
|  | Acutiramus bohemicus (210 cm, 83 in)      |
|  |                                           |

|  | Jaekelopterus rhenaniae (250 cm, 98 in)                                                                            |
|  | |
|  | \| \| Acutiramus macrophthalmus (200 cm, 79 in) \| \| \| \| \| \| Acutiramus bohemicus (210 cm, 83 in) \| \| \| \| |
|  | |
|  | Acutiramus macrophthalmus (200 cm, 79 in)                                                                          |
|  | |
|  | Acutiramus bohemicus (210 cm, 83 in)                                                                               |
|  | |

|  | Acutiramus macrophthalmus (200 cm, 79 in) |
|  |                                           |
|  | Acutiramus bohemicus (210 cm, 83 in)      |
|  |                                           |

## Paleoecología

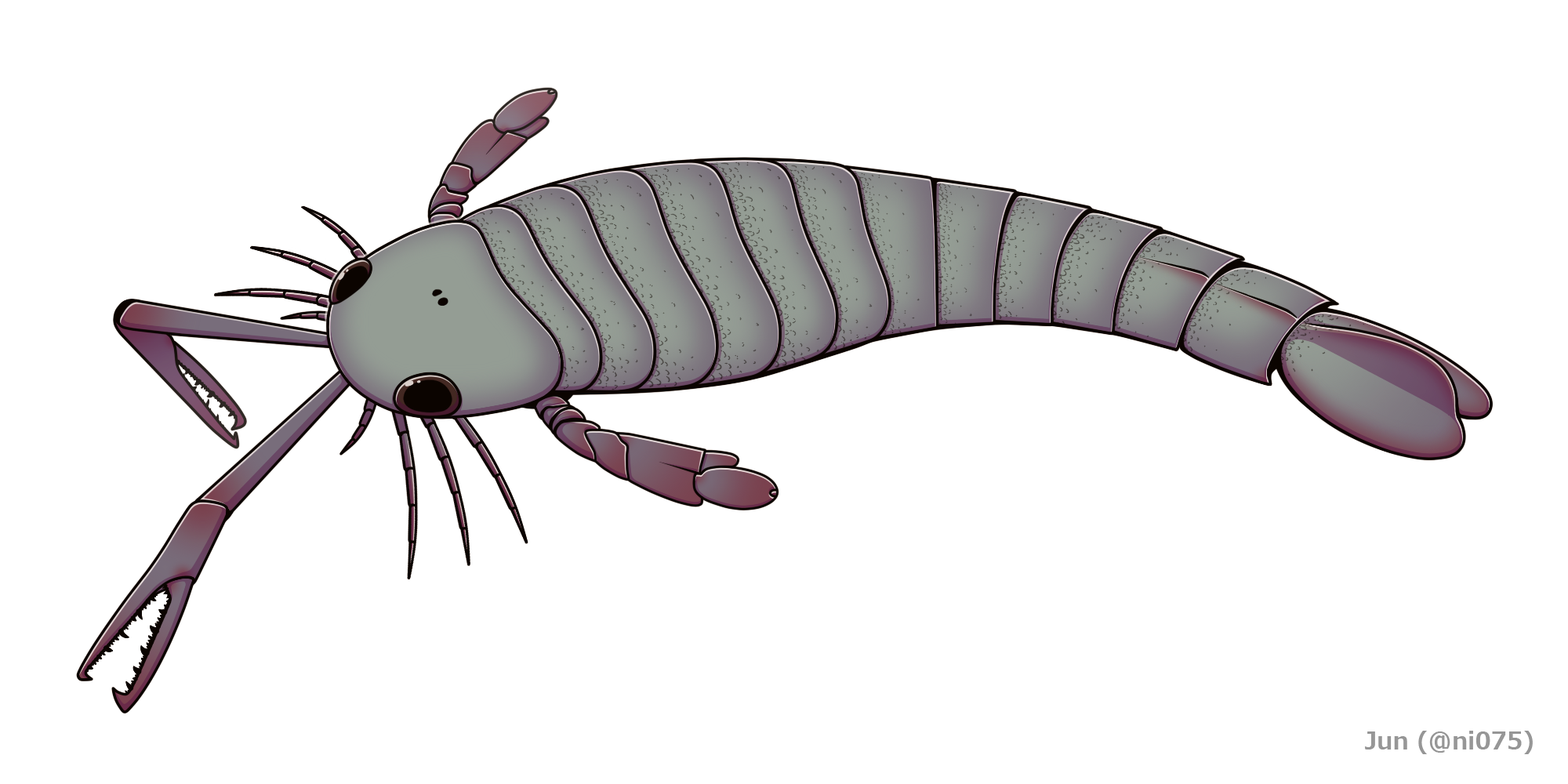
Restauración de E. bilobus.

Los quelíceros de los pterigótidos estaban claramente adaptados para su uso en la captura activa de presas y eran más parecidos a las garras de algunos crustáceos modernos, con dientes bien desarrollados en las garras, que a los quelíceros de otros grupos de euriptéridos. Otra característica que distinguía al grupo de otros grupos de euriptéridos eran sus telsones aplanados y expandidos, probablemente utilizados como timones al nadar.
La morfología queliceral y la agudeza visual de los euriptéridos pterigótidos los separa en grupos ecológicos distintos. El principal método para determinar la agudeza visual en los artrópodos es determinar el número de lentes de sus ojos compuestos y el ángulo interomatidial (abreviado como IOA y referido al ángulo entre los ejes ópticos de las lentes adyacentes). El IOA es especialmente importante ya que se puede utilizar para distinguir diferentes roles ecológicos en los artrópodos, siendo bajo en los artrópodos depredadores activos modernos.
La visión del Erettopterus era similar a la del pterigótido más basal Slimonia y más aguda que la del más derivado Acutiramus, aunque no era tan aguda como la de los depredadores del ápice Jaekelopterus y Pterygotus o la de los artrópodos depredadores activos modernos. Además, los grandes quelíceros del Erettopterus sugieren que era un alimentador generalizado y no un depredador altamente especializado y que utilizaba sus quelíceros (apéndices frontales) para agarrar. Los dientes de los dedos de los quelíceros del Erettopterus eran en su mayoría cortos y adecuados para sujetar presas, y podrían haberlas troceado con eficacia.
El número de lentes en los ojos compuestos del Erettopterus es comparable al de Pterygotus y Jaekelopterus, lo que sugiere que, aunque indudablemente depredador, el Erettopterus no era tan activo ni tan especializado como estos géneros.
El Erettopterus se ha encontrado en Norteamérica y en Europa. Los depósitos de edad Llandovery de las formaciones Kip Burn y Patrick Burn de Lesmahagow, donde se encontraron los primeros fósiles de E. bilobus, conservan fósiles de una gran cantidad de otros euriptéridos, como Nanahughmilleria lanceolata, Hardieopterus lanarkensis, Eusarcana obesus, Parastylonurus sigmoidalis, Carcinosoma scorpionis y Slimonia acuminata. Otros organismos encontrados en la zona son el gasterópodo Euomphalopterus, el hiperoártido Jamoytius o el thelodóntido Logania. Los yacimientos de la Formación Rootsikula en Saaremaa en los que se han encontrado fósiles de E. laticauda y E. osiliensis albergan diversas faunas de euriptéridos como Mixopterus simonsi, Strobilopterus laticeps y Eysyslopterus patteni. También se han hallado restos fósiles de osteostrácidos indeterminados y de thelodóntidos. Asimismo, se han encontrado otros fósiles en distintos lugares, como Gran Bretaña, Canadá, Escandinavia y Estados Unidos.